# Амирхан, Фатих Зарифович
Фати́х Амирха́н (настоящее имя Мухамметфаты́х Зари́фович Амирха́нов, тат. Фатыйх Әмирхан, Fatix Əmirxan; 1 января 1886, Казань — 9 марта 1926, Казань) — татарский писатель и публицист.

## Биография
Родился 1 января 1886 года в Ново-Татарской слободе в семье имама мечети «Иске Таш». Учился в одном из популярнейших по тому времени медресе «Мухаммадия».
В 1905—1907 годах работает секретарём журнала «Тербиете-этфаль» (Воспитание молодежи) в Москве. В 1907 году организует в Казани еженедельную газету «Эль-Ислах».
В 1909 году переводит на татарский учебник языка эсперанто.
С 1912 по 1917 год руководит националистической газетой «Кояш» (Солнце), пишет в литературно-художественном журнале «Анг» и сатирических журналах, «Яшен» и «Ялт-йолт». Дружил с поэтом Габдуллой Тукаем

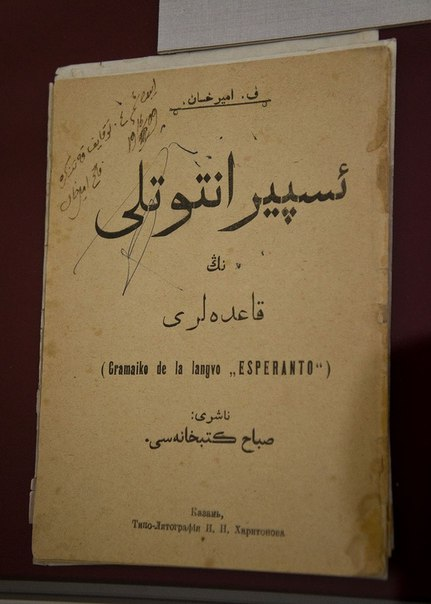
Обложка учебника эсперанто на татарском языке с дарственной надписью Фатиха Амирхана Габдулле Тукаю

Жизнь Ф. Амирхана была полна нравственных исканий, сомнений, разочарований. Писатель питал большие надежды на революционные преобразования в России. В культурном возрождении татар Амирхан был убеждённым западником.
С искренней радостью Амирхан встретил Февральскую революцию. В 1920 году приветствовал образование Татарской АССР.
Последние дни публицист прожил в доме на перекрёстке улиц Большая Красная и Жуковского (д. № 12/46 по улице Жуковского) в семье брата, Ибрагима Амирхана, заместителя председателя суда.
Неизлечимая болезнь (у него были парализованы обе ноги), потрясения от мировой войны 1914—1918 годов, Гражданской войны, голода в Поволжье приводят Амирхана к мистицизму, который не покидает его до самой смерти.

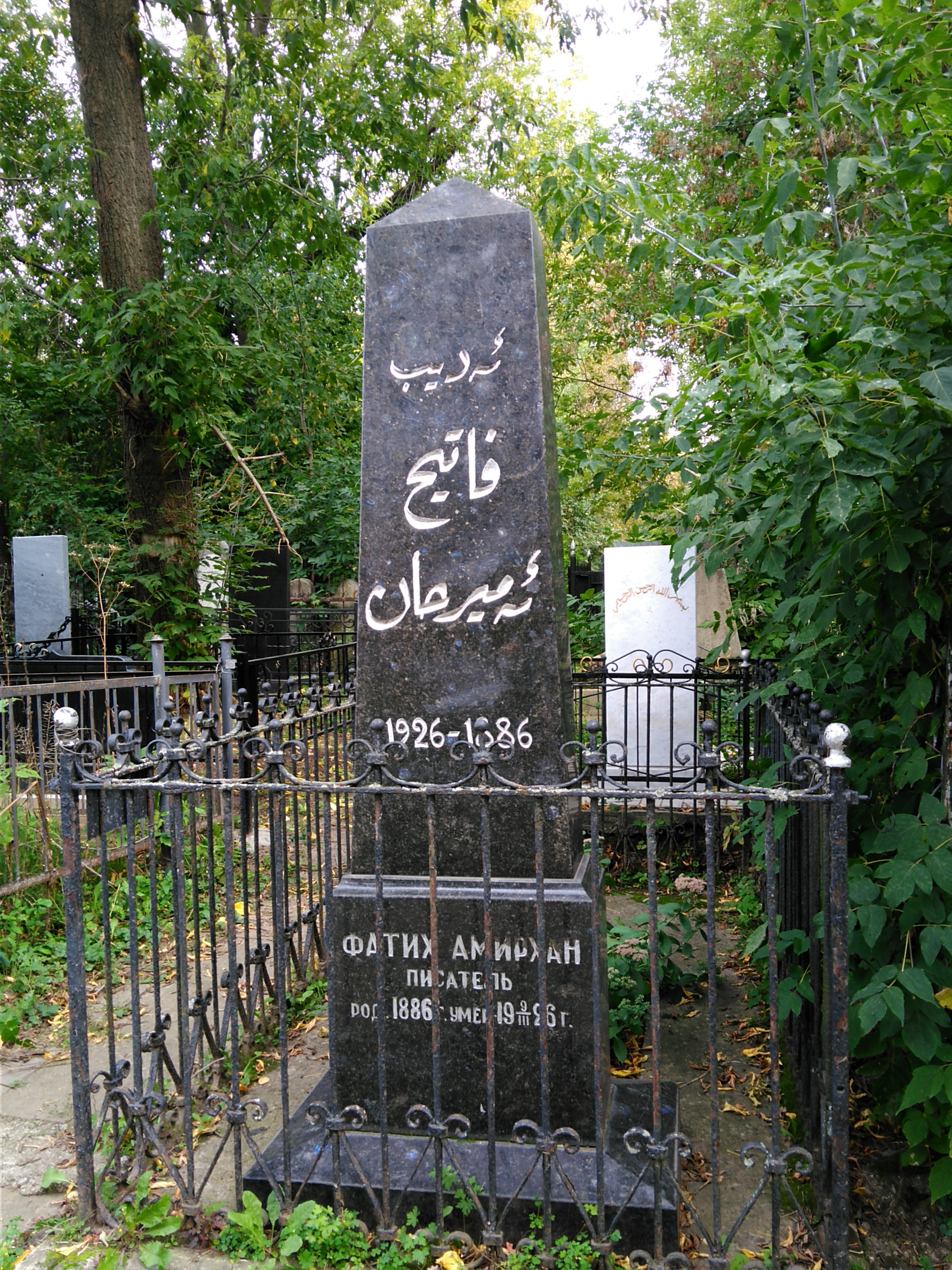
Могила Фатиха Амирхана

Писатель скончался 9 марта 1926 года и был похоронен на мусульманском (татарском) кладбище рядом с могилами отца, дяди, деда. Похоронен был Амирхан "и по-граждански, и с муллами по-религиозным обрядам".

## Память
В Казани в честь Фатиха Амирхана назван городской проспект, расположившийся в Ново-Савиновском районе г. Казани